# Les quatre filles
Les quatre filles (àrab: بنات ألفة, Banāt Ulfa, francès: Les Filles d'Olfa) és una pel·lícula documental en àrab del 2023 dirigida per Kaouther Ben Hania. Després de la desaparició de dues filles d'una mare tunisiana, el cineasta convida actrius professionals a compensar la pèrdua. La pel·lícula és una coproducció internacional entre França, Tunísia, Alemanya i l'Aràbia Saudita. S'ha subtitulat en català per a FilminCAT.
La pel·lícula va competir per la Palma d'Or al 76è Festival de Canes, on es va estrenar mundialment el 19 de maig de 2023. Es va estrenar a França el 5 de juliol de 2023. Va ser seleccionada com a candidata tunisiana per a la millor pel·lícula internacional als 96ns premis Oscar i va ser nominada a la millor pel·lícula documental.